# Perigea cenola
Perigea cenola là một loài bướm đêm trong họ Noctuidae.